# Maîtrise (Kirchenmusik)
Eine Maîtrise ist im französischen Sprachraum die Bezeichnung für eine historische Einrichtung zur kirchlichen Chorschulung.

## Begriff
Mit Maîtrise (auch Psallette) wird im Bereich der französischen Kirchenmusik zum einen die Gesamtheit der Chorknaben (Kapellknaben) bezeichnet, zum anderen auch die Ausbildungsstätte (Singschule) der Chorknaben, die einer Kathedrale oder einer Kollegiatkirche angegliedert war, und zwar im heutigen nordfranzösischen und belgischen Raum des 14. bis 18. Jahrhunderts. Diese wurden vom jeweiligen Kapitel eigenständig organisiert und finanziert und von mindestens einem maître (Magister oder magister puerorum) geleitet. Das ebenfalls oft mit Maîtrise bezeichnete Gebäude, in dem die Sängerknaben untergebracht waren, befand sich meistens in unmittelbarer Nähe der Kirche. Diese Häuser wurden überwiegend mit Hilfe von Stiftungen errichtet; ein Beispiel ist das bedeutende Geldgeschenk von König Ludwig XI. (Regierungszeit 1461–1483) an die Chorknaben der Kathedrale von Rouen vom Jahr 1462 zum Neubau einer Maîtrise. Gerade für die betreffenden Gebäude war teilweise auch die Bezeichnung Psallette üblich, belegt für Chartres im Jahr 1479.
Der Begriff der Maîtrise hatte im ausgehenden Mittelalter noch die Bedeutung einer Ausbildungsstätte im Allgemeinen und bekam die Bedeutung einer kirchenmusikalischen Schulungsstätte endgültig erst im Lauf des 18. Jahrhunderts. Nach Auflösung der Maîtrisen im Zuge der Französischen Revolution wurden die im 19. Jahrhundert wiedererrichteten Ausbildungsstätten dieser Art dann von Anfang an Maîtrisen genannt.

## Geschichte und Bedeutung
Nach dem Vorbild der römischen Schola cantorum kam es in Frankreich zur Zeit der karolingischen Reformen (8. und 9. Jahrhundert) zur Gründung der ersten Schulen für Musikunterricht von Knaben an bedeutenden Kathedralen des Landes, z. B. in Cambrai, Lille oder Paris. Ziel war die Vereinheitlichung des Choralgesangs mit Hilfe geschulter Knabenstimmen, welchen eine besondere ideelle und qualitative Bedeutung zugemessen wurde. Diese Schulen können als Vorformen der Maîtrisen angesehen werden. Zur Gründung der einheitlich aufgebauten Maîtrisen als strikt organisierten Körperschaften kam es dann im 14. Jahrhundert (z. B. Amiens 1324 oder Cambrai spätestens 1386) auf der Grundlage der von Papst Johannes XXII. (Amtszeit 1316–1334) eingeleiteten Verwaltungsreformen. Diese Maßnahmen hatten die Ausschaltung örtlicher Traditionen der Machtvergabe zum Ziel und damit eine weitgehende Steuerung der Kollegiat- und Kathedral-Kapitel durch die Kurie; dieser Zentralisierungsschritt veränderte auch grundlegend die Ausbildungsform der Kapellknaben.
Die organisatorische und wirtschaftliche Grundlage der Maîtrisen bestand in der Umwidmung einer oder mehrerer Pfründen für die Unterbringung, Versorgung, Kleidung und den Unterricht der Knaben und eines oder mehrerer Magister. Auf diese Weise konnte das Kapitel die Auswahl der Schüler oder Lehrer überwachen. Diese Organisationsform der Maîtrisen blieb bis zu ihrer Auflösung am Ende des 18. Jahrhunderts gültig. Die Anzahl der Knaben lag zwischen vier und zwölf, je nach Möglichkeiten und Engagement des Kapitels. Die erwähnte Umwidmung der Pfründen benötigte immer die päpstliche Erlaubnis, folglich sind die Gründungen von Maîtrisen nicht nur in örtlichen Archiven, sondern auch in den Akten des Vatikans zu finden.
In einer Maîtrise hatte eine kleine Anzahl sorgfältig ausgewählter Knaben ab dem sechsten oder siebenten Lebensjahr die Möglichkeit einer fundierten Ausbildung, die in der Regel bis zum Stimmbruch dauerte. Im Zentrum stand der chorale Gesangsunterricht und der allgemeine Musikunterricht; hinzu kam der Unterricht in Latein und in den drei unteren der sieben mittelalterlichen Lehrfächer Grammatik, Rhetorik und Dialektik (Trivium). Gut ausgestattete Maîtrisen hatten außer dem Magister für den musikalischen Bereich auch einen solchen für den allgemeinen Unterricht. Der Tagesablauf war streng nach dem Stundengebet geregelt. Außer dem Unterricht bestand die meist ganztägige Verpflichtung zum Chordienst bei den Gottesdiensten. Der einzige frühe Beleg für Unterricht und Tagesablauf ist die Doctrina pro pueris ecclesie parisiensis von Jean Charlier de Gerson (1363–1429) aus dem Jahr 1411; eine umfangreichere Beschreibung der Ordnung in Reims ist vom 25. August 1681 überliefert.
Eine große Zahl von Maîtrisen wurde im 15. Jahrhundert gegründet, wobei die burgundischen Herzöge, insbesondere Philipp der Gute (Regierungszeit 1419–1465), eine erhebliche Rolle gespielt haben. Besonders zu erwähnen sind hier die Gründungen in Troyes 1406, Saint-Omer 1417, Beaune 1418/19, Bourges 1420, Dijon 1424, Brügge und Lille 1425, Chinon 1429, Nantes 1433, Loches 1448, Mâcon 1467 und Autun 1473. Diese frühesten und bedeutendsten  musikalischen Ausbildungsstätten im französischen Sprachraum waren ein deutliches Vorbild für ähnliche Gründungen im deutschen, englischen und italienischen Sprachgebiet bis zur päpstlichen Kapelle und behielten ihre Bedeutung bis zur Französischen Revolution 1789. Weitere wichtige Maîtrisen entstanden in Aix-en-Provence, Clermont-Ferrand, Langres, Rouen und Saint-Quentin. Auffallend ist das Parallelgehen des musikpädagogischen Rangs der Maîtrisen im späten 14. und im 15. Jahrhundert mit der rapiden Zunahme musikalischer Talente in dieser Zeit im Bereich der franko-flämischen Musik, wobei schwer zu entscheiden ist, welche der beiden Bewegungen die andere begünstigt oder gefördert hat.
Gesichert ist, dass der Werdegang fast aller namhaften franko-flämischen Komponisten des 15. und 16. Jahrhunderts von Maîtrisen ausgegangen ist, wo sie nicht nur ausgebildet wurden, sondern wohin sie später zumindest zeitweilig als Magister zurückgekehrt sind. Nicholas Grenon beispielsweise leitete als Magister von 1403 bis 1408 die Maîtrise von Laon und übernahm anschließend die Leitung dieser Einrichtung in Cambrai. Guillaume Dufay, selbst Schüler der Maîtrise von Cambrai, wurde hier 1442 Grenons Nachfolger. Jacob Obrecht war magister puerorum in Utrecht und hatte 1477/78 den berühmten Humanisten Erasmus von Rotterdam als Schüler. Auch hatten schließlich Orlando di Lasso und Philippe de Monte ihre Ausbildung in Maîtrisen erhalten. Ab dem 16. Jahrhundert kam es ebenfalls zur Neugründung von Maîtrisen. Darüber hinaus ist eine gewisse Ausweitung der Tätigkeiten der ausgebildeten Kapellknaben festzustellen. Außer zu den alltäglichen wie zu den besonderen liturgischen Anlässen sangen sie auch zu offiziellen weltlichen Anlässen, wie zur Ankunft gekrönter Häupter in einer Stadt.
Noch im 17. und 18. Jahrhundert waren die Maîtrisen für die allgemeine Musikerausbildung in Frankreich von erheblicher Bedeutung, was auch an den überlieferten Notenbeständen erkennbar ist. Einen zunehmenden Rang bekam außerdem die Ausbildung im Instrumentalspiel; schon im 15. Jahrhundert gingen etliche Organisten aus Maîtrisen hervor. Besonders zu nennen ist hier die Ausbildungsstätte in Aix-en-Provence, die bis 1962 bestanden hat und solch namhafte Instrumentalisten und Komponisten hervorbrachte wie André Campra (1660–1744), Claude-Mathieu Pellegrin (1682–1763), Étienne-Joseph Floquet (1748–1785) und Félicien-César David (1810–1876), der hier von 1818 bis 1825 seine Ausbildung bekam. Auch so bekannte Komponisten wie François-Joseph Gossec (1734–1829), André-Ernest-Modeste Grétry (1741–1813) und François-Adrien Boieldieu (1775–1834) wurden in Maîtrisen ausgebildet. Nach Schätzung des französischen Musikhistorikers Joseph Louis d’Ortigue (1802–1866) gab es vor der Revolution in Frankreich etwa 400 Maîtrisen mit rund 4000 Schülern und etwa ebenso vielen fest angestellten Lehrern. Die Auflösung der Maîtrisen (proklamiert 1789 und umgesetzt 1791) erfolgte, um die Musikerausbildung unter staatliche Kontrolle zu bringen (Einrichtung der Institution eines Conservatoire 1794/95). In anderen Ländern Europas bestanden die betreffenden Einrichtungen jedoch meistens weiter.
Am Anfang des 19. Jahrhunderts entstanden Bewegungen der Restauration und der Choralreform, die mit der Wiedererrichtung  zahlreicher Maîtrisen verbunden waren, so in Rouen 1805, Aix-en-Provence 1807, Autun 1808 und weiteren Städten. Hundert Jahre später versuchte Papst Pius X. (Amtszeit 1903–1914) mit seinem kirchenmusikalischen Erlass „Motu proprio“ von 1903 auch den Maîtrisen ihre einstige Führungsrolle wieder zu verschaffen, hatte damit aber nur geringen Erfolg. Im heutigen französischen Sprachgebrauch ist „Maîtrise“ mit dem deutschen Wort „Kirchenchor“ gleichbedeutend. Dieser Begriff wird in Frankreich heute auch in dem Namen von Chorvereinigungen verwendet, beispielsweise „Maîtrise de Radio-France“ oder „Psallette de Lorraine“.